# District de Rennes
Ne pas confondre avec Rennes District (1970-2000), district urbain ayant précédé Rennes Métropole.
Le district de Rennes est une ancienne division territoriale française du département d'Ille-et-Vilaine de 1790 à 1795.
Il était composé des cantons de Rennes, Betton, Châteaugiron, Gevezé, Hedé, l'Hermitage, Liffré, Noyal-sur-Vilaine et Saint Aubin d'Aubigné.